# City of Angels (musical)
City of Angels è un musical con colonna sonora di Cy Coleman, versi di David Zippel e libretto di Larry Gelbart. Il musical ha debuttato in anteprima al Virginia Theatre di New York il 21 novembre 1989 ed è rimasto in scena fino al gennaio 1992, per un totale di 879 repliche. Il musical è stato messo in scena anche a Londra, nel 1993 e nel 2014. La produzione originale di Broadway ha vinto sei Tony Awards, tra cui miglior musical.

## Trama

### Atto I
Il detective privato Stone giace su un letto d'ospedale con un proiettile nella spalla. L'investigatore comincia a pensare agli eventi che lo hanno portato a quel momento, a partire da quando, una settimana prima, la sua segretaria Oolie gli aveva fatto incontrare la bella e ricca Alaura. La donna gli aveva chiesto di rintraccia la sua figliastra Mallory Kingsley, un caso che Stone ha accettato.
Entra in scena Stine con una macchina da scrivere e la scena si ferma e riprende dall'inizio: Stone, Oolie e Alaura non sono persone reali, ma personaggi scaturiti dalla penna di Stine. Stine sta infatti adattando il popolare romanzo City of Angels per il cinema, anche se la moglie Gabby preferirebbe che il marito smettesse di scrivere sceneggiature per dedicarsi interamente alla carriera da romanziere. Quando la storia si dipana, diventano evidenti le somiglianze tra i personaggi del musical e quelli della sceneggiatura: sia Gabby che Oolie, ad esempio, si lamentano delle poche attenzioni che ricevono dai loro uomini.
Stone, intanto, sta ascoltando la radio quando due ceffi irrompono in casa sua e lo picchiano brutalmente. La scena viene interrotta da Buddy Fidler, che legge la sceneggiatura di Stine; la sua segretaria Donna, che ha ispirato la figura di Oolie, lo aiuta come può, ma Buddy continua ad apportare cambiamenti al testo di Stine. Stone riceve la visita del tenente Munoz, un tempo suo collega nelle forze dell'ordine, ma ora sua acerrimo rivale. Infatti, un tempo Stone era innamorato della cantante Bobbi (basata su Gabby), ma la donna lo aveva lasciato per un produttore di Hollywood (basato su Buddy); Stone e l'uomo avevano litigato e nella colluttazione era partito uno sparo, che aveva ucciso il produttore. Munoz non è mai riuscito a perdonare all'ex amico l'omicidio, né il fatto che Stone non sia mai andato a processo per il crimine.
Furioso dopo il pestaggio, Stone si reca da Alaura, incontrando anche una serie di personaggi pittoreschi come il figliastro satiriasico della donne, il marito tubercolotico e il dottore ciarlatano che lo ha in cura. Stone è pronto a lasciare il caso, ma il fascino di Alaura lo convince a persistere. Dopo diversi tentativi falliti, il detective trova Mallory nell'ultimo posto in cui l'avrebbe cercata: il suo stesso letto. Il detective resiste alla tentazione, ma lo stesso non si può dire di Stine, che va a letto con Donna. La situazione degenera: un fotografo irrompe nella camera in cui si trovano Stone e Mallory e li fotografa; la giovane corre via con una pistola che si rivelerà essere l'arma del delitto dell'omicidio del medico del padre, per il quale Stone viene incastrato e arrestato da Munoz. Si scopre inoltre che il medico era la ragione per cui Mallory era fuggita, dato che l'uomo la ricattava con foto a sfondo sessuale. La situazione non è ideale neanche per Stine, la cui sceneggiatura viene rimaneggiata da Buddy e la cui coscienza continua a rimordergli per il tradimento nei confronti della madre. Persino Stone, la sua stessa creazione, è disgustato da Stine, che per ordine di Buddy ha eliminato le tematiche politiche e razziali da City of Angels. Scrittore e personaggio discutono sul loro rapporto di co-dipendenza, ma alla fine Stine riporta Stone all'ordine scrivendo il suo arresto ad opera di Munoz.

### Atto II
Stone langue in prigione con la sola compagnia della segretaria Oolie che, come Donna, si sente costantemente usata dagli uomini della sua vita. Qualcuno paga la cauzione di Stone, che riesce anche a liberarsi dei due scagnozzi che tentano nuovamente di ucciderlo. Anche Stine soffre di solitudine e si annoia al party di Buddy; telefona alla moglie, ma Gabby gli rivela di aver scoperto del suo tradimento. Stine allora decide di recarsi a New York da lei con delle scuse elaborate, ma Gabby non gli crede. Nel frattempo, Stone cerca di riabilitare il proprio nome e nel tentativo di trovare Mallory viene condotto in un bordello, dove però incontra Bobbi. Si scopre quindi che è stata Bobbi a sparare il produttore e che Stone l'ha protetta per tutti quegli anni. 
Intanto ad Hollywood la giovane Avril, che interpreterà Mallory nel film, si mette in contatto con Stine e supplica lo sceneggiatore di non far morire il suo personaggio; Stine le promette di pensarci su. Oolie ha scoperto che Alaura è un'arrampicatrice sociale che ha già ucciso un ricco marito in passato e che ora ci sta riprovando con quello attuale. La donna ha convinto il figliastro Peter, innamorato di lei, a uccidere il padre e Mallory, ma il ragazzo non se l'è sentita di farlo. Stone allora mette alle strette Alaura, ma il confronto degenera in una lite ed entrambi cercarno di prendere la pistola. Nella colluttazione parte un proiettile, che uccide Alaura e ferisce Stone. Si torna quindi al punto d'inizio, con Stone in ospedale con un proiettile nella spalla.
Stine intanto affronta una profonda crisi personale: la moglie lo ha lasciato, l'amante ha riscritto la sua sceneggiatura, il nome di Buddy compare prima del suo nei crediti di produzione e il protagonista del suo film (Stone) verrà interpretato da un attore mediocre. Spinto dal vero Stone, che rappresenta la sua coscienza, Stine fa una scenata a Buddy, che lo licenzia. Proprio quando gli agenti di sicurezza di Buddy stanno per attaccare Stine, Stone prende il suo posto alla macchina da scrivere e i ruoli di ribaltano: il personaggio diventa scrittore e ascrive a Stine una forza prodigiosa con cui sconfigge le due guardie. Stone decide anche di concedere a tutti un "Hollywood Ending", un lieto fine: Gabby torna a casa e lo perdona.

## Produzioni
City of Angels ha debuttato l'11 dicembre 1989 al Virginia Theatre di Broadway, per la regia di Michael Blakemore, le scene di Robin Wagner, i costumi di Florence Klotz, con James Naughton, Gregg Edelman, René Auberjonois, Shawn Elliott, Randy Graff, Dee Hoty, Kay McClelland, Rachel York, James Cahill, Carolee Carmello.

## Cast
|                | Stine         | Stone          | Buddy Fidler, Irwin S. Irving | Pancho Vargas, Munoz | Donna Oolie      | Avril Mallory      | Carla Haywood Alaura Kingsley | Gabby Bobby    | Jimmy Powers Dr. Mandrill |
| -------------- | ------------- | -------------- | ----------------------------- | -------------------- | ---------------- | ------------------ | ----------------------------- | -------------- | ------------------------- |
| Broadway, 1989 | Gregg Edelman | James Naughton | René Auberjonois              | Shawn Elliott        | Randy Graff      | Rachel York        | Dee Hoty                      | Kay McClelland | James Cahill              |
| Londra, 1993   | Martin Smith  | Roger Allam    | Henry Goodman                 | David Schofield      | Haydn Gwynne     | Sarah Jane Hassell | Susannah Fellows              | Fiona Hendley  | Maurice Clarke            |
| Londra, 2014   | Hadley Fraser | Tam Mutu       | Peter Polycarpou              | Marc Elliott         | Rebecca Trehearn | Samantha Barks     | Katherine Kelly               | Rosalie Craig  | Tim Walton                |
| Londra, 2020   | Hadley Fraser | Theo James     | Jonathan Slinger              | Marc Elliott         | Rebecca Trehearn | Nicola Roberts     | Vanessa L. Williams           | Rosalie Craig  | Rob Houchen               |

## Riconoscimenti
- Tony Award
  - 1990 - Miglior musical
  - 1990 - Miglior libretto di un musical a Larry Gelbart
  - 1990 - Migliore colonna sonora originale a Cy Coleman e David Zippel
  - 1990 - Miglior attore protagonista in un musical a James Naughton
  - 1990 - Miglior attrice non protagonista in un musical a Randy Graff
  - 1990 - Miglior scenografia a Robin Wagner
- Drama Desk Award
  - 1990 - Miglior musical
  - 1990 - Miglior libretto di un musical a Larry Gelbart
  - 1990 - Miglior attore in un musical a James Naughton
  - 1990 - Miglior attrice non protagonista in un musical a Randy Graff
  - 1990 - Miglior orchestrazione a Billy Byers
  - 1990 - Miglior testo musicale a David Zippel
  - 1990 - Miglior musica a Cy Coleman
  - 1990 - Miglior scenografia a Robin Wagner
- Edgar Award
  - 1990 - Miglior sceneggiatura a Larry Gelbart
- Premio Laurence Olivier
  - 1994 - Miglior nuovo musical
  - 2015 - Miglior revival musical
  - 2015 - Miglior disegno luci a Howard Harrison